# Jamaica Defence Force Coast Guard
Die Jamaica Defence Force Coast Guard (JDF CG) ist die Küstenwache der Jamaica Defence Force und stellt sozusagen die Seestreitkräfte der jamaikanischen Streitkräfte dar.

## Geschichte

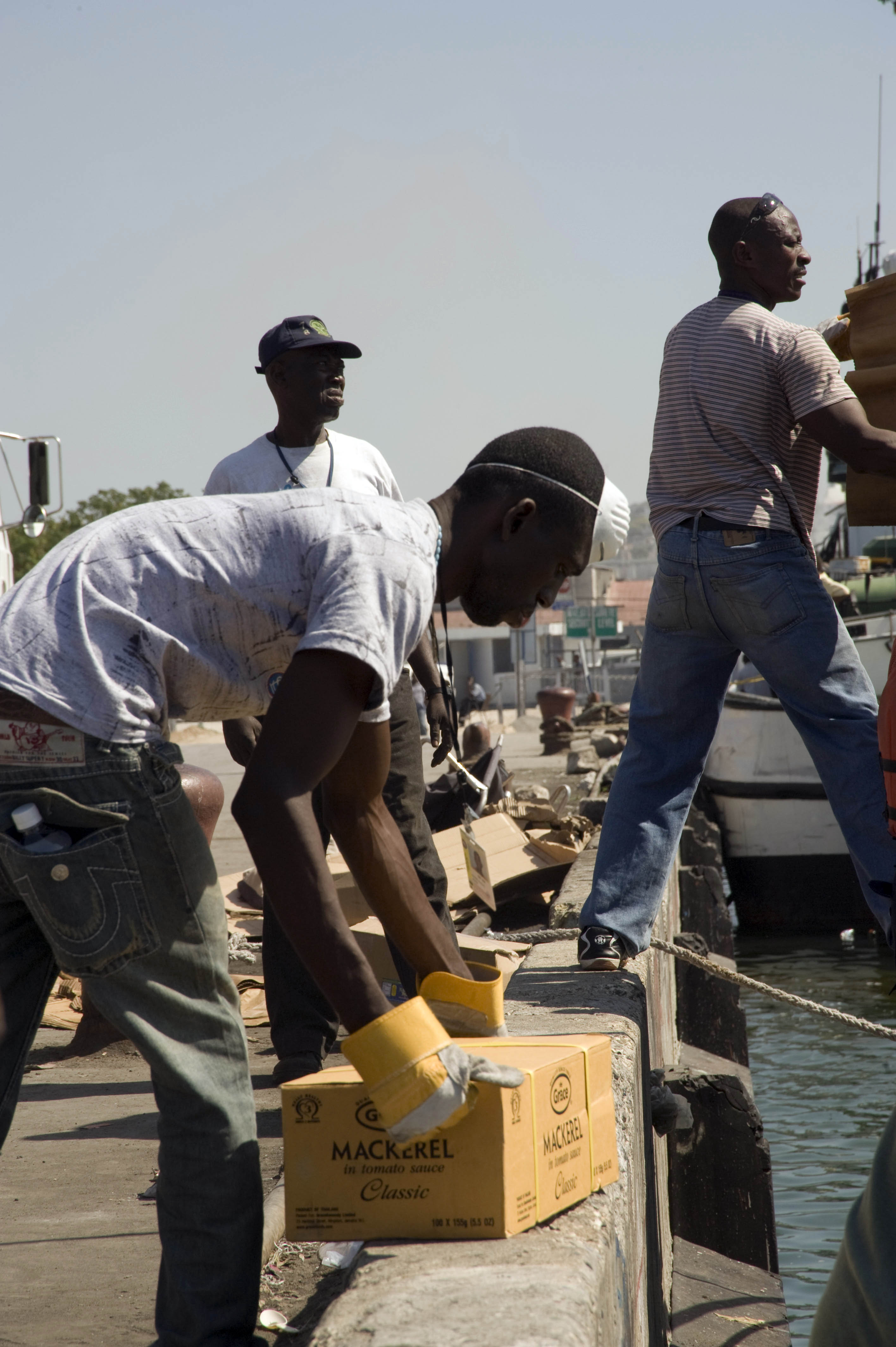
Angehörige der Coast Guard beim Entladen von Hilfsgütern in Port-au-Prince nach dem Erdbeben vom 12. Januar 2010.

Mit der Neugründung nationaler Streitkräfte im Rahmen der im Jahr 1962 erlangten Unabhängigkeit des Landes, wurde 1963 mit der Seestaffel Jamaica Sea Squadron der Jamaica National Reserve erstmals eine nationale Marinekomponente aufgestellt.
Der Staffel wurden von der US-Regierung zu Beginn drei hölzerne 19,2-m-Torpedofangboote aus dem Zweiten Weltkrieg als Patrouillenboote übergeben. In Anlehnung an die britische Bezeichnung HMS für Her Majesty's Ship wurden die Boote mit HMJS für Her Majesty’s Jamaican Ship bezeichnet und erhielten die Taufnamen Yoruba (Schiffskennzeichen P 1), Coromante (P 2) und Mandingo (P 3). Das Ausbildungspersonal stellte damals die Royal Navy.
Im Jahr 1966 erfolgte die Umgliederung zur Jamaica Defence Force Coast Guard. Rangabzeichen und Uniformmuster wurden von der Royal Navy übernommen, das White Ensign der britischen Seestreitkräfte entsprechend abgewandelt. Zudem wurden die Torpedofangboote 1966 außer Dienst gestellt und es wurden drei 25,9-m-Aluminium-Patrouillenboote der Bay-Klasse in Dienst gestellt, die HMJS Discovery Bay (P 4) noch 1966 und die HMJS Holland Bay BAY (P 5) sowie die HMJS Manatee Bay (P 6) ein Jahr darauf. Hinzu kamen 1974 – im gleichen Jahr wurde aus der Coast Guard eine eigene Teilstreitkraft – die HMJS Fort Charles (P 7) und 1985 die HMJS Paul Bogle (P 8), um auch auf höherer See agieren zu können. Mit der Beschaffung von drei Patrouillenbooten der sogenannten County-Klasse 2006/2007 wurden die Boote der Bay-Klasse außer Dienst gestellt.
Die Grundausbildung des Coast-Guard-Personals erfolgt im JDF Training Depot in Newcastle, Saint Andrew Parish. Ergänzend werden die Offizieranwärter am Britannia Royal Naval College in Dartmouth und auf dem Schulschiff HMS Conway ausgebildet. Für die Spezialausbildung laufen Partnerschaftsprogramme mit den Vereinigten Staaten, dem Vereinigten Königreich und Kanada. Seit 2012 erfolgt die Ausbildung auch am kanadisch-jamaikanischen Caribbean Military Maritime Training Centre (CMMTC).

### Kommandeure
| Zeitraum                 | Kommandeur                                                         |
| Officers Commanding (CO) | Officers Commanding (CO)                                           |
| ------------------------ | ------------------------------------------------------------------ |
| 1962–1969                | Lieutenant Commander G. Copeland                                   |
| 1969–1972                | Lieutenant Commander L. E. Scott (amtierend)                       |
| 1972–1974                | Commander James A. Farnol                                          |
| Commanding Officers (CO) |                                                                    |
| 1974–1978                | Commander L. E. Scott                                              |
| 1978–1979                | Lieutenant Commander Peter Lorenzo Brady p.s.c. (N)                |
| 1979                     | Lieutenant Commander John McFarlane p.s.c. (N) (amtierend)         |
| 1979–1988                | Commander Peter Lorenzo Brady p.s.c. (N)                           |
| 1988–1990                | Lieutenant Commander Hardley McCarlay Lewin p.s.c. (N) (amtierend) |
| 1990–2000                | Commander Hardley McCarlay Lewin psc (N)                           |
| 2000–2002                | Lieutenant Commander Errol A. Taylor p.s.c. (N)                    |
| 2002                     | Commander Errol A. Taylor p.s.c. (N)                               |
| 2002–2007                | Commander Sydney Richard Innis p.s.c. (N)                          |
| 2007–2010                | Commander Kenneth Anthony Douglas p.s.c. (N)                       |
| 2010–2012                | Lieutenant Commander David Chin-Fong p.s.c. (N) (amtierend)        |
| 2012–2014                | Commander David Chin-Fong p.s.c. (N)                               |
| seit 2014                | Commander Antonette Wemyss-Gorman p.s.c. (N)                       |

## Seefahrzeuge

### Aktuelle Boote
| Schiffsname (Schiffskennzeichen)         | Länge  | V (max.) | Besatzung/Kapazität | Klasse                        | Werft                 | Auslieferung | Bild |
| ---------------------------------------- | ------ | -------- | ------------------- | ----------------------------- | --------------------- | ------------ | ---- |
| HMJS Cornwall HMJS Middlesex HMJS Surrey | 42,8 m | 26 kn    | 12 + 4              | Patrouillenboot County-Klasse | Damen Shipyards Group | 2006         |      |
| HMJS Fort Charles (P 7)                  | 35,3 m | 32 kn    | 16                  | Fort-Klasse                   | Swiftships            | 1974         |      |
| HMJS Paul Bogle (P 8)                    | 32,3 m | 30 kn    | 17                  | Hero-Klasse                   | Lantana Boatyard      | 1985         |      |

Kleinboote
- 9-m-Boston Whaler
- 6-m-Boston Whaler
- Festrumpfschlauchboote
- 12-m-Binnen-Patrouillenboote (Schiffskennzeichen CG 121 – CG 124)
- Schnelle 13-m-Nortech-Küsten-Abfangboote[8]

### Außer Dienst gestellte Boote
- HMJS Yoruba (P 1); von 1963 bis 1966
- HMJS Coromante (P 2); von 1963 bis 1966
- HMJS Mandingo (P 3); von 1963 bis 1966
- HMJS Discovery Bay (P 4); von 1966 bis 200?
- HMJS Holland Bay (P 5); von 1967 bis 200?
- HMJS Manatee Bay (P 6); von 1967 bis 200?